# 오다마키촌
오다마키촌(尾田蒔村)은 사이타마현의 서부 지치부군에 속했던 촌이다.

## 지리
- 현재의 지치부시 데라오 지구, 타무라 지구, 마키다 지구에 해당한다.

## 역사
- 1889년 4월 1일 - 정촌제 시행에 의해 지치부군 오다마키촌이 성립하였다.
- 1954년 5월 3일 - 하라야촌과 함께 지치부시에 편입해 소멸하였다.

## 관련문헌
- 「田村郷」『新編武蔵風土記稿』 巻ノ261秩父郡ノ11、内務省地理局、1884年6月。NDLJP:764014/11。
- 「蒔田村」『新編武蔵風土記稿』 巻ノ261秩父郡ノ12、内務省地理局、1884年6月。NDLJP:764014/16。
- 「寺尾村」『新編武蔵風土記稿』 巻ノ261秩父郡ノ12、内務省地理局、1884年6月。NDLJP:764014/18。